# Seán Keating
Seán Keating (irisch Seán Céitinn; * 28. September 1889 als John Keating in Limerick; † 21. Dezember 1977 in Dublin) war ein irischer Maler, der durch seine realistisch-romantischen  Darstellungen des Irischen Freiheitskampfes und der Industrialisierung Irlands bekannt wurde.

## Leben und künstlerisches Wirken
Seán Keating erlernte die Grundlagen des Zeichnens an der Limerick Technical School. Ab 1909 studierte er Malerei an der Metropolitan School of Art in Dublin. In den Folgejahren besuchte er immer wieder die Aran Islands vor der Westküste Irlands zu Malstudien. 1914 gewann er den Taylor Art Award der Royal Dublin Society (RDS) mit dem Gemälde The Reconciliation. 
Zwischen 1915 und 1916 dokumentierte er in vielen Gemälden den irischen Freiheitskampf und den anschließenden Bürgerkrieg in Irland. 1923 wurde Keating zum Mitglied der Royal Hibernian Academy gewählt. Zwischen 1926 und 1927 dokumentierte er im Auftrag der Irischen Elektrizitätswerke (ESB) in 26 großformatigen Arbeiten den Bau des Shannon-Wasserkraftwerks bei Ardnacrusha nahe Limerick. Auch bei einem ähnlichen Großprojekt, das ab 1940 am Fluss Liffey entstand, malte Keating. 
Von 1937 bis 1954 war Seán Keating Professor für Malerei an der Metropolitan School of Art, Dublin und von 1949 bis 1962 Präsident der Royal Hibernian Academy (RHA). 1939 erhielt er den Auftrag für ein Wandgemälde am Irischen Pavillon auf der Weltausstellung in New York. Bekannt wurde sein Porträt des Physikers und Nobelpreisträgers Erwin Schrödinger (1956). Keating starb am 21. Dezember 1977 im Adelaide Hospital in Dublin.
Keatings Gesamtwerk umfasst etwa 300 größere Arbeiten. Die meisten Arbeiten von Keating befinden sich in Museen. Ein Großteil der malerischen Dokumentation über das Shannon-Projekt ist im Besitz der Irischen Elektrizitätswerke.
Seán Keating übte schon zu Lebzeiten einen starken Einfluss auf die irische Kunst aus. Obwohl er modernen Entwicklungen gegenüber aufgeschlossen war, vertrat er in der Malerei eine realistisch-romantische Auffassung. In den modernen Malrichtungen der Abstrakten sah er einen Niedergang künstlerischer Werte.

## Ausstellungen (Auswahl)
- Gedenkausstellung der Royal Hibernian Academy, Dublin 1978
- The Grafton Gallery, Dublin 1986
- Irish Electricity Supply Board, 1987
- Seán Keating in Focus. The Hunt Museum, Limerick
- Seán Keating: Contemporary contexts. The Crawford Gallery of Art, 2012
- Sean Keating and the ESB. The RHA Gallery, 2012
- Justin Keating: Sean Keating - the Pilgrim Soul. 1996